# Simone Mocellini
Simone Mocellini, född 5 maj 1998, är en italiensk längdskidåkare som tävlar för Gruppi Sportivi Fiamme Gialle.

## Karriär
Mocellini har tävlat i FIS-tävlingar sedan november 2016. Mocellini gjorde sin VM-debut vid VM 2021 i Oberstdorf, där han slutade på 50:e plats i sprinten. Den 3 december samma år gjorde Mocellini sin världscupdebut i Lillehammer, där han slutade på 34:e plats i sprinten. Den 9 december 2022 tog Mocellini sin första pallplats i världscupen då han slutade tvåa i sprinten i norska Beitostølen.

## Resultat

### Pallplatser i världscupen

#### Individuellt
Mocellini har två individuella pallplatser i världscupen: en andraplats och en tredjeplats.
| Säsong  | Datum           | Plats         | Disciplin  | Placering |
| ------- | --------------- | ------------- | ---------- | --------- |
| 2022/23 | 9 december 2022 | Beitostølen   | Sprint (K) | 2:a       |
| 2022/23 | 6 januari 2023  | Val di Fiemme | Sprint (K) | 3:a       |